# Datos binarios
Los datos binarios son datos cuya unidad puede tomar solo dos estados posibles, tradicionalmente etiquetados como 0 y 1 de acuerdo con el sistema de numeración binario y el álgebra de Boole.
Los datos binarios se producen en muchos campos técnicos y científicos diferentes, donde pueden llamarse con diferentes nombres:
- "Bit" (dígito binario) en informática,
- "Valor de verdad" en lógica matemática y dominios relacionados.
- "Variable binaria" en estadísticas.[2]

## Fundamentos matemáticos y combinatorios
Una variable discreta que puede tomar un solo estado no contiene información, y 2 es el número natural inmediatamente posterior al 1. Por eso, el bit, una variable con solo dos valores posibles, es una unidad de información primaria estándar.
Una colección de n bits puede tener 2n estados (véase Número binario para más información). El número de estados de una colección de variables discretas depende exponencialmente del número de variables, y solo como una ley de potencia en el número de estados de cada variable. Diez bits tienen más estados que tres dígitos decimales (1024 frente a 1000). Por el mismo motivo, 10k bits son más que suficientes para representar una información (un número o cualquier otra cosa) que requiera 3k dígitos decimales, por lo que la información contenida en variables discretas con 3, 4, 5, 6, 7, 8, 9, 10… estados pueden ser reemplazados alguna vez asignando dos, tres o cuatro veces más bits. Por lo tanto, el uso de cualquier otro número pequeño que 2 no proporciona una ventaja.

Diagrama de Hasse: representación de un álgebra de Boole como un grafo dirigido.

Además, el álgebra booleana proporciona una estructura matemática conveniente para la recolección de bits, con una semántica de una colección de variables proposicionales. Las operaciones de álgebra booleana se conocen como "operaciones a nivel de bits" en informática. Las funciones booleanas también son bien estudiadas teóricamente y se pueden implementar fácilmente, ya sea con programas informáticos o mediante las puertas lógicas denominadas en electrónica digital. Esto contribuye al uso de bits para representar datos diferentes, incluso aquellos que originalmente no son binarios.

## Estadística
En estadística, los datos binarios son un tipo de datos estadísticos descritos por variables binarias, que solo pueden tomar dos valores posibles. Los datos binarios representan los resultados de los ensayos de Bernoulli, experimentos estadísticos con solo dos resultados posibles. Es un tipo de datos categóricos, que generalmente representa experimentos con un número fijo de resultados posibles. Los dos valores en una variable binaria, a pesar de estar codificados numéricamente como 0 y 1, que corresponden con la cuenta del número de éxitos en una prueba: 1 (éxito) or 0 (fracaso). Generalmente se consideran que existen en una escala nominal, lo que significa que representan valores cualitativamente diferentes que no se pueden comparar numéricamente. En este sentido, también, los datos binarios son similares a los datos categóricos, pero distintos de los datos de conteo u otros tipos de datos numéricos. A menudo, los datos binarios se utilizan para representar uno de los dos valores conceptualmente opuestos, por ejemplo:
- El resultado de un experimento ("éxito" o "fracaso")
- La respuesta a una pregunta sí-no ("sí" o "no")
- Presencia o ausencia de alguna característica ("esta presente" o "no esta presente")
- La verdad o falsedad de una proposición ("verdadero" o "falso", "correcto" o "incorrecto")[3]

Sin embargo, también se puede utilizar para datos que se supone que solo tienen dos valores posibles, incluso si no son conceptualmente opuestos o representan conceptualmente todos los valores posibles en el espacio. Por ejemplo, los datos binarios se utilizan a menudo para representar las opciones políticas en elecciones de sistemas bipartidistas como el de los Estados Unidos (republicanos o demócratas). En este caso, no hay una razón intrínseca por la que solo deban existir dos partidos políticos, y de hecho, existen otros partidos en los EE. UU., pero son tan pequeños que, en general, no obtienen representación, por lo que se suelen ignorar. El modelado de datos continuos (o datos categóricos de más de 2 categorías) como una variable binaria para fines de análisis se denomina dicotomización (creación de una dicotomía). Al igual que cualquier discretización, implica un error de discretización, pero el objetivo es aprender algo valioso a pesar del error (tratándolo como insignificante para el propósito en cuestión, pero recordando que no se puede asumir que sea insignificante en general).
Las variables binarias que son variables aleatorias se distribuyen de acuerdo con una distribución de Bernoulli. El análisis de la regresión en resultados predichos que son variables binarias se realiza mediante regresión logística, regresión probit o un tipo relacionado de modelo de elección discreta.

## Informática

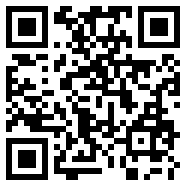
Una imagen binaria de un Código QR,que representa 1 bit por píxel, en lugar de una imagen típica de color verdadero de 24 bits.

En las computadoras modernas, los datos binarios se refieren a cualquier dato representado en forma binaria en lugar de interpretarse en un nivel superior o convertido en otra forma. En el nivel más bajo, los bits se almacenan en un dispositivo biestable como un flip-flop. Si bien la mayoría de los datos binarios tiene un significado simbólico (a excepción de no importa), no todos los datos binarios son numéricos.Algunos datos binarios corresponden a las instrucciones de la computadora, como los datos dentro de los registros del procesador decodificados por la unidad de control a lo largo del ciclo de búsqueda-decodificación-ejecución. Las computadoras rara vez modifican bits individuales por razones de rendimiento. En su lugar, los datos se alinean en grupos de un número fijo de bits, generalmente 1 byte (8 bits). Por lo tanto, los "datos binarios" en las computadoras son en realidad secuencias de bytes. En un nivel superior, se accede a los datos en grupos de 1 palabra (4 bytes) para sistemas de 32 bits y 2 palabras para sistemas de 64 bits.
En los campos de la informática aplicada y las tecnologías de la información, se habla habitualmente de datos binarios en contraposición con los datos basados en texto, en referencia a cualquier tipo de datos que no pueden interpretarse como texto. La distinción de «texto» frente a «binario» a veces se refiere al contenido semántico de un archivo (por ejemplo, un documento escrito frente a una imagen digital). Sin embargo, a menudo se refiere específicamente a si los bytes individuales de un archivo se pueden interpretar como texto (ver codificación de caracteres) o si no se pueden interpretar. Cuando se pretende este último significado, se usan los términos más específicos «formato binario» y «formato de texto». Los datos semánticamente textuales se pueden representar en formato binario. (por ejemplo, cuando están comprimidos o en ciertos formatos que combinan varios tipos de códigos de formato, como en el formato DOC utilizado por Microsoft Word); por el contrario, los datos de imagen a veces se representan en formato textual (por ejemplo, el formato de imagen X PixMap usado en el sistema X Window).